# Saša Stanišić

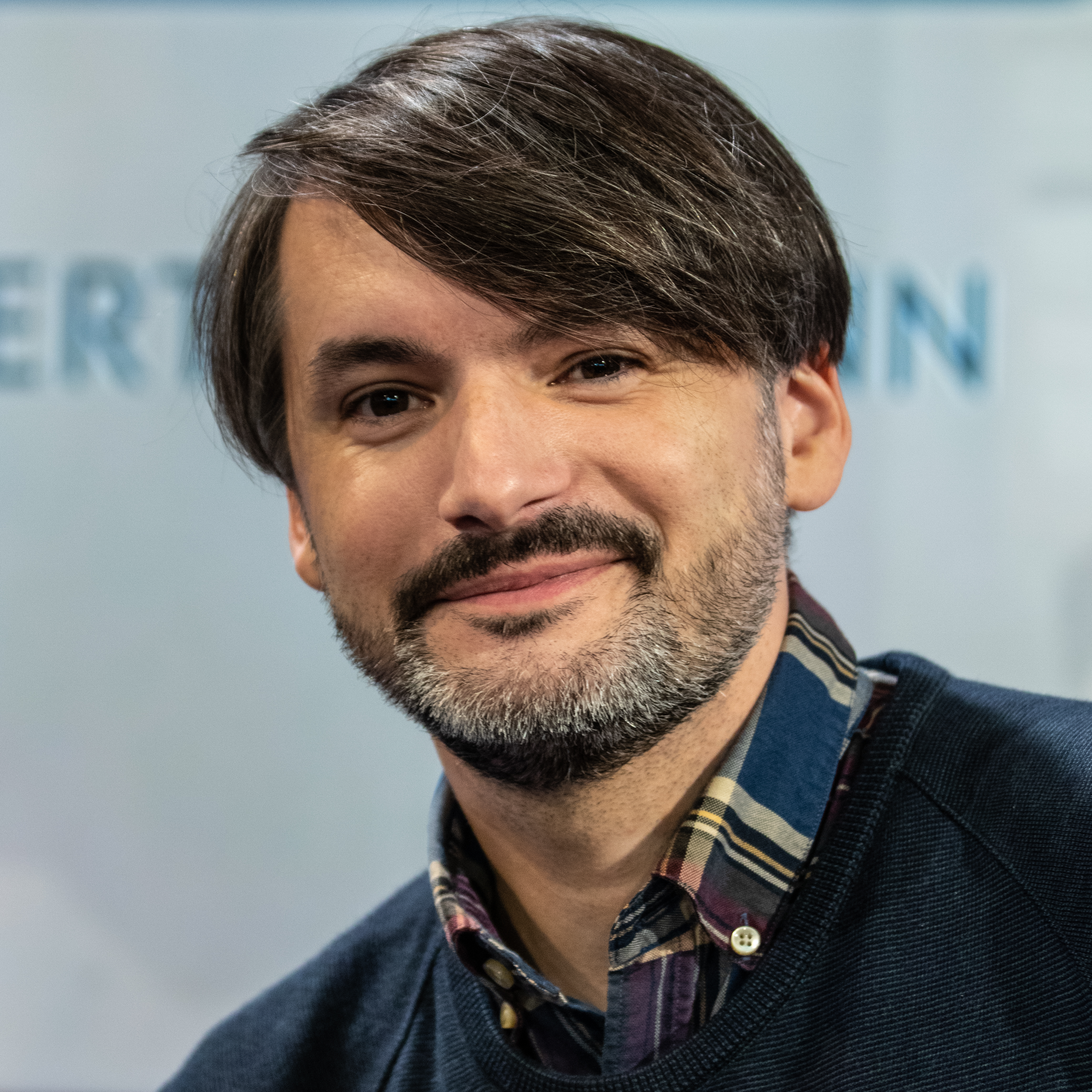
Saša Stanišić

Saša Stanišić, född 7 mars 1978 i Višegrad (Bosnien och Hercegovina) i dåvarande Jugoslavien, är en tyskspråkig författare som flydde till Heidelberg, Tyskland, under kriget på Balkan med sin familj. Efter sin studentexamen 1997 studerade han tyska och slavistik vid Heidelbergs universitet.
Saša Stanišić fick internationellt genombrott 2006 med sin debutroman Wie der Soldat das Grammofon repariertsom översatts till 30 språk (på svenska ”Farfar upp i graven”). Boken hyllades och nominerades till ett flertal priser både i Tyskland och internationellt, bland annat Tyska bokpriset.
2008 tilldelades han Adelbert von Chamisso-priset.
2014 fick han det stora romanpriset vid bokmässan i Leipzig, Preis der Leipziger Buchmesse, för sin andra roman Vor dem Fest (på svenska "Före festen"). Vor dem Fest nominerades även till Tyska Bokpriset.
2019 fick Stanišić Tyska bokpriset (tyska: Deutscher Buchpreis) för den självbiografiska Herkunft.